# FirstGroup

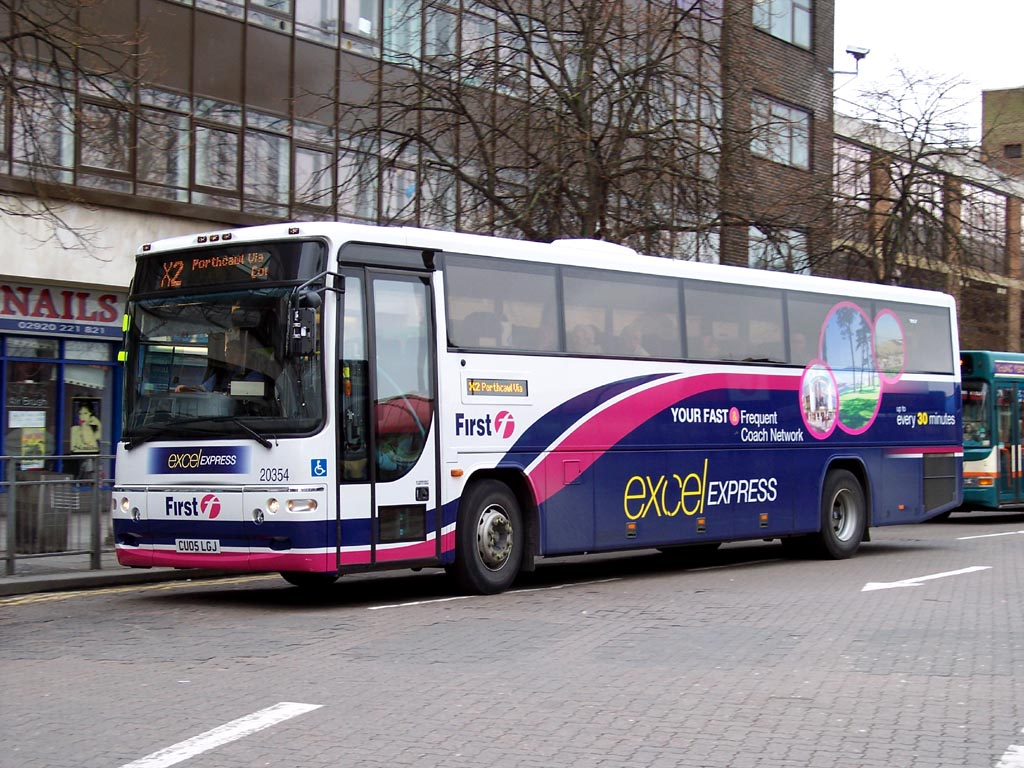
Autobus spółki FirstCymru na ulicach Cardiff

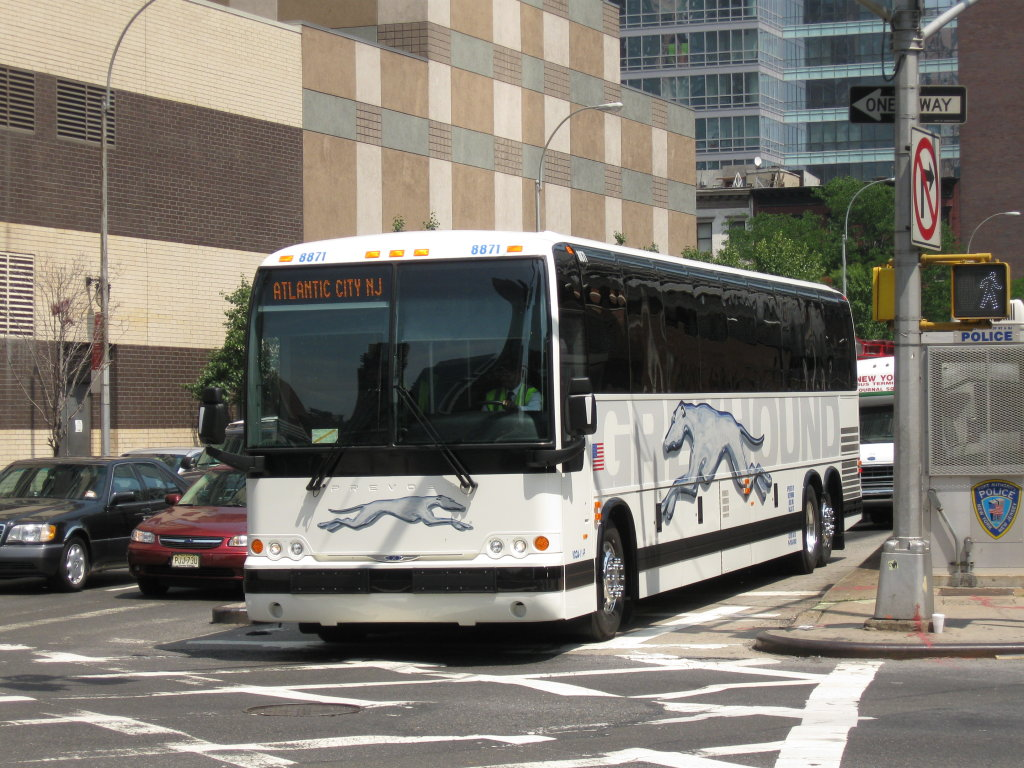
Autobus Greyhound Lines w Nowym Jorku

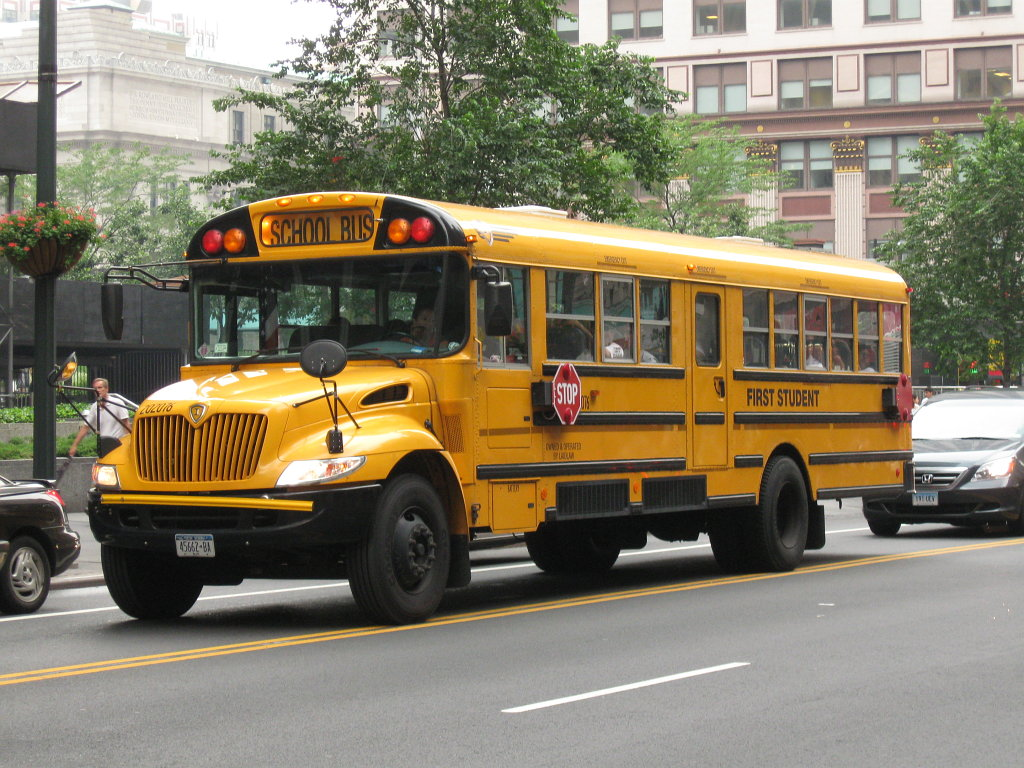
Autobus szkolny First Student w Nowym Jorku

FirstGroup plc – brytyjska grupa transportowa działająca w kilku krajach Europy i Ameryki Północnej, notowana na London Stock Exchange. Według danych samej firmy, jest największym przewoźnikiem autobusowym w USA, Kanadzie i Wielkiej Brytanii. W tym ostatnim państwie należy też do największych graczy na rynku kolejowym, obsługując, poprzez swoje spółki zależne, ok. 25% ruchu pasażerskiego.

## Historia
Firma powstała jako FirstBuses w 1995, w wyniku połączenia dwóch przewoźników autobusowych: Badgerline Group i GRT Ltd. W 1998 postanowiła wejść na rynek połączeń kolejowych, w związku z czym zmieniła nazwę na FirstGroup. Wkrótce potem uzyskała (drogą udziału w przetargach oraz przejęć) koncesję na obsługę pasażerskich linii kolejowych w trzech regionach Anglii (później ze zmiennym szczęściem startowała w kolejnych przetargach). W 1999 zadebiutowała za oceanem, kupując od amerykańskiego koncernu Ryder jego dział przewozów szkolnych. W roku 2000 została operatorem systemu Tramlink, sieci tramwajowej działającej w Londynie.
W 2004 wygrała przetarg na obsługę pasażerskich połączeń kolejowych w swej macierzystej Szkocji, co dało jej pozycję zdecydowanie dominującego gracza na całym tamtejszym rynku transportu publicznego. W 2007 przejęła kosztem ok. 3,6 mld USD firmę Laidlaw, największego północnoamerykańskiego przewoźnika autobusowego.

## Działalność

### Wielka Brytania
FirstGroup jest największym przewoźnikiem autobusowym oraz – w zależności od źródła – pierwszym lub drugim kolejowym przewoźnikiem pasażerskim w Wielkiej Brytanii. Poprzez swoje liczne lokalne spółki, eksploatuje ok. 9 tysięcy autobusów i wykonuje co piąty kurs w autobusowej komunikacji publicznej w Wielkiej Brytanii. Jest także właścicielem lub większościowym udziałowcem sześciu firm działających na rynku kolejowym, w tym 5 zajmujących się przewozami pasażerskimi oraz jednej skupionej na rynku towarowym.

### Irlandia
W Irlandii do FirstGroup należy spółka Aircoach, oferująca szybkie połączenia autobusowe z Belfastu, Cork i Dublina na lotnisko w irlandzkiej stolicy.

### Stany Zjednoczone i Kanada
Po przejęciu Laidlaw (i zmianie marek większości jej produktów), FirstGroup stało się właścicielem trzech dużych północnoamerykańskich przewoźników autobusowych. FirstTransit prowadzi działalność podobną jak brytyjskie spółki grupy, specjalizując się w połączeniach w ramach miejskich systemów komunikacji oraz trasach międzymiastowych. Działa w 45 amerykańskich stanach, w Kanadzie i na Portoryko, gdzie łącznie posiada ok. 6700 autobusów. First Student jest największym na kontynencie operatorem autobusów szkolnych, dysponując flotą ok. 62 tysięcy charakterystycznych, żółtych pojazdów. Z kolei Greyhound Lines to najbardziej rozpoznawalna w Ameryce Północnej marka dalekobieżnych połączeń autobusowych, istniejąca od 1914 i obecna na ponad 2400 dworców.

### Dania
Dania jest pierwszym rynkiem w kontynentalnej Europie, na którym pojawiła się firma. Nie działa tam ona jednak samodzielnie, lecz jako partner duńskich kolei państwowych Danske Statsbaner. Od stycznia 2009 spółka obu koncernów, DSBFirst, jest operatorem połączeń pasażerskich z Kopenhagi do Helsingør oraz do Malmö (przez Most nad Sundem).